# Joseph Harcharik
Joseph „Joe” William Harcharik (ur. 26 lipca 1988 w Des Moines, Iowa) – amerykański hokeista.

## Kariera klubowa
- North Iowa Outlaws (2005-2009)
- Robert Morris University (2009-2011)
- Brooklyn Aviators
- Laredo Bucks (2011-2012)
- Jermak Angarsk (2012)
- Mississippi Surge (2012-2013)
- Crocodiles Hamburg (2013-2014)
- Orlik Opole (2014-2015)
- Sydney Bears (2015)
- Sollentuna HC (2015-2016)
- Fayetteville FireAntz (2016-2017)
- Newcastle Northstars (2017)
- Neumarkt/Egna (2017/2018)
- Newcastle Northstars (2018)

W swojej karierze w USA występował w klubach lig NAHL, NCAA (na uczelni Robert Morris University w Moon Township), ECHL, Central Hockey League i SPHL. Ponadto grał krótkotrwale w rosyjskich rozgrywkach Wysszaja Chokkiejnaja Liga (2012) oraz w 3. lidze niemieckiej. Od przełomu sierpnia i września 2014 zawodnik Orlika Opole w rozgrywkach Polskiej Hokej Ligi. Od kwietnia 2015 zawodnik australijskiej drużyny Sydney Bears w lidze Australian Ice Hockey League (AIHL), rozgrywanej od kwietnia do sierpnia. Od sierpnia 2015 zawodnik szwedzkiej drużyny Sollentuna HC w lidze Hockeyettan.